# Lev Nikolajevič Tolstoj
Grof Lev Nikolajevič Tolstoj [lèv- nikolájevič tólstoj] (rusko Лев Никола́евич Толсто́й), ruski pisatelj, politik in publicist, * 9. september 1828, Jasna Poljana, Tulska gubernija, Ruski imperij (danes Rusija), † 20. november 1910, Astapovo, Tambovska gubernija, Ruski imperij (danes Rusija).
Tolstoj velja za enega največjih in najvplivnejših pisateljev vseh časov. Njegovi najprepoznavnejši deli sta romana Vojna in mir (1869) in Ana Karenina (1878). Napisal je tudi roman Vstajenje (1899). Ti romani veljajo za vrh realistične fikcije in se jih pogosto uvršča med največje romane v zgodovini.
Za svoja dela je prejel pohvale številnih avtorjev in kritikov, tako v času svojega življenja kot po njem. Prve pohvale je prejel za pol-avtobiografsko trilogijo Detinstvo, Otroštvo in Mladost (1852–1856) ter za delo Sevastopolske povesti (1855). Del njegovega opusa so tudi kratke zgodbe, kot sta Aljoša Lonec (1911) in Po plesu (1911) ter novele, kot so Družinska sreča (1859), Smrt Ivana Iljiča (1886), Kreutzerjeva sonata (1889), Hudič (1911) in Hadži Murat (1912). Pisal je tudi igre in eseje o filozofskih, moralnih ter verskih temah. Med letoma 1902 in 1906 je bil vsako leto nominiran za Nobelovo nagrado za književnost, v letih 1901, 1902 in 1909 pa za Nobelovo nagrado za mir. Dejstvo, da Tolstoj Nobelove nagrade nikoli ni prejel, ostaja predmet polemik.
V 70. letih 19. stoletja je Tolstoj doživel veliko moralno krizo, ki ji je po njegovem mnenju sledilo enako globoko duhovno prebujenje, opisano v delu Spoved (1882). Zaradi dobesedne razlage Jezusovih etičnih naukov, zlasti Pridige na gori, je postal goreč krščanski anarhist in pacifist. Njegove ideje o nenasilnem odporu, izražene v delih, kot je Kraljestvo Boga je znotraj tebe (1894), so imele velik učinek na ključne osebnosti 20. stoletja, kot so Martin Luther King mlajši, James Bevel, in Ludwig Wittgenstein. Postal je tudi goreč privrženec georgizma, ekonomske filozofije Henryja Georga, ki jo je vključil v svoje pisanje, zlasti v roman Vstajenje (1899).

## Izvor
Tolstoji so bili znana družina ruskega plemstva, ki so svojim prednikom sledili do mitičnega plemiča po imenu Indris, ki ga Pjotr Tolstoj opisuje kot leta 1353 prišlega »Nemca, iz Cesarjevih dežel« v Černigov skupaj s svojima dvema sinovoma po imenu Litvinos (ali Litvonis) in Zimonten (ali Zigmont) in družino 3000 ljudi. Indris se je nato spreobrnil v pravoslavno vero in prevzel ime Leontij, njegova sinova pa imeni Konstantin ter Fjodor. Konstantinov pravnuk Andrej Haritonovič je po preselitvi iz Černigova v Moskvo od Vasilija II. dobil vzdevek Tolsti (v prevodu debeli).
Zaradi poganskih imen in dejstva, da je Černigovu takrat vladal Dmitrij I., so nekateri raziskovalci sklepali, da so bili Litovci, ki so prispeli iz Velike litovske kneževine. Vendar v dokumentih iz 14.–16. stoletja ni nobene omembe Indrisa, Černigovske kronike, na katere se je skliceval Pjotr Tolstoj, pa so izgubljene. Prvi zabeleženi člani družine Tolstojevih so živeli v 17. stoletju, tako da na splošno velja Pjotr Tolstoj za ustanovitelja plemiške rodbine, saj je prejel naziv grofa od Petra Velikega.

## Življenje in kariera
Tolstoj se je rodil na družinskem posestvu Jasna Poljana, 12 km jugozahodno od Tule in 200 km južno od Moskve. Bil je četrti od petih otrok grofa Nikolaja Ilijča Tolstoja (1794–1837), veterana domovinske vojne iz leta 1812, in kneginje Marije Tolste (rojena Volkonska, 1790–1830). Njegova mati je umrla, ko je bil star dve leti, njegov oče pa, ko je bil star devet let. Tolstoja in sorojence so vzgajali sorodniki. Leta 1844 je začel študirati pravo in orientalske jezike na Univerzi v Kazanu, kjer so ga učitelji opisali kot »tako nezmožnega, kot tudi nepripravljenega za učenje«. Tolstoj je univerzo sredi študija zapustil, se vrnil na Jasno Poljano in prebil veliko časa v Moskvi, Tuli in Sankt Peterburgu v lagodnem in sproščenem načinu življenja. V tem obdobju je začel pisati, med drugim svoj prvi roman Otroštvo, izmišljeno pripoved o svoji lastni mladosti, ki je bil objavljen leta 1852. Leta 1851 se je pri igrah na srečo močno zadolžil in skupaj s svojim starejšim bratom odšel na Kavkaz ter se pridružil vojski. Med krimsko vojno je služil kot mladi topniški častnik in se v letih 1854–55 udeležil 11-mesečnega obleganja Sevastopola, vključno z bitko za Čorno. Med vojno je bil prepoznan njegov pogum in napredoval je v poročnika. Zgrožen je bil zaradi števila mrtvih v bojevanju in zato vojsko po koncu krimske vojne tudi zapustil.
Njegova izkušnja v vojski in dve potovanji po Evropi v letih 1857 ter 1860–61 so Tolstoja spremenili iz razuzdanega in privilegiranega družbenega pisatelja v nenasilnega in duhovnega anarhista. Drugi, ki so mu sledili po tej poti, so bili Alexander Herzen, Mihail Bakunin in Peter Kropotkin. Med svojim obiskom Pariza leta 1857 je bil Tolstoj priča javni usmrtitvi, kar je bila zanj travmatična izkušnja, ki ga je zaznamovala do konca življenja. V pismu svojemu prijatelju Vasiliju Botkinu je Tolstoj napisal: »Resnica je, da je država zarota, oblikovana ne samo za izkoriščanje, temveč predvsem za kvarjenje svojih državljanov. Odslej ne bom nikoli nikjer služil nobeni vladi.« Tolstojeva načela nenasilja ali ahimse je okrepilo njegovo branje nemške različice Tirukkurala. Pozneje je s svojim Pismom Hindujcu to načelo vcepil v Mahatmo Gandhija, ko si je slednji z njim dopisoval in iskal njegove nasvete.
Njegov evropski izlet v letih 1860–61, ko je srečal Victorja Hugoja, je oblikoval tako njegov politični, kot tudi literarni razvoj. Tolstoj je prebral Hugojeve novo dokončane Nesrečnike. Podobna evokacija bojnih scen v Hugojevem romanu in Tolstojevi Vojni in miru kaže na ta vpliv. Tolstojeva politična filozofija je bila tudi pod vplivom obiska francoskega anarhista Pierra-Josepha Proudhona marca 1861, ki je takrat živel v izgnanstvu v Bruslju pod lažnim imenom. Tolstoj je ocenil Proudhonovo prihajajočo objavo, La Guerre et la Paix (»Vojna in mir« v francoščini), in pozneje uporabil ta naslov za svojo mojstrovino. Moža sta govorila tudi o izobrazbi, kot je Tolstoj napisal v svojih zapiskih o izobrazbi: »Če se ponovno vrnem k tem svojem pogovoru s Proudhonom, to kaže na to, da je bil po mojih osebnih izkušnjah on edini človek, ki je razumel pomen izobrazbe in tiska v našem času.«
Pod vplivom entuziazma se je Tolstoj vrnil v Jasno Poljano in ustanovil trinajst šol za otroke ruskih kmetov, ki so se leta 1861 ravno osvobodili podložništva. Tolstoj je opisal šolska načela v svojem eseju iz leta 1862 »Šola v Jasni Poljani«. Njegovi izobraževalni poskusi so bili kratkotrajni, deloma zaradi nadlegovanja caristične tajne policije. Vendar pa lahko šolo v Jasni Poljani kot neposredno predhodnico šole Summerhill Alexandra Sutherlanda Neilla upravičeno štejemo za prvi primer koherentne teorije demokratičnega izobraževanja.

## Osebno življenje
Smrt njegovega brata Nikolaja leta 1860 je imela na Tolstoja velik učinek in ga vodila v željo po ponovni poroki. 23. septembra 1862 se je Tolstoj poročil s šestnajt let mlajšo Sofijo Andrejevno Behrs, hčerko dvornega zdravnika. Družina in prijatelji so jo imenovali Sonja, ruska pomanjševalnica Sofije. Imela sta trinajst otrok, od katerih jih je otroštvo preživelo osem:
- Grof Sergej Lvovič Tolstoj (1863–1947), skladatelj in etnomuzikolog
- Grofica Tatjana Lvovna Tolsta (1864–1950), žena Mihaila Sergejeviča Suhotina
- Grof Ilja Lvovič Tolstoj (1866–1933), pisatelj
- Grof Lev Lvovič Tolstoj (1869–1945), pisatelj in kipar
- Grofica Marija Lvovna Tolsta (1871–1906), žena Nikolaja Leonidoviča Obolenskega
- Grof Peter Lvovič Tolstoj (1872–1873), umrl v zgodnjem otroštvu
- Grof Nikolaj Lvovič Tolstoj (1874–1875), umrl v zgodnjem otroštvu
- Grofica Varvara Lvovna Tolsta (1875–1875), umrla v zgodnjem otroštvu
- Grof Andrej Lvovič Tolstoj (1877–1916), služil v rusko-japonski vojni
- Grof Mihail Lvovič Tolstoj (1879–1944)
- Grof Aleksej Lvovič Tolstoj (1881–1886)
- Grofica Aleksandra Lvovna Tolsta (1884–1979)
- Grof Ivan Lvovič Tolstoj (1888–1895)

Zakon sta od začetka zaznamovala spolna strast in čustvena neobčutljivost, saj ji je Tolstoj na predvečer njune poroke podaril svoje dnevnike s podrobnimi opisi svoje obsežne spolne preteklosti in dejstva, da mu je ena od tlačank njegovega posestva rodila sina. Ne glede na to je bilo njuno zakonsko življenje srečno, kar je Tolstoju omogočilo veliko svobode in podporni sistem, da je lahko napisal Vojno in mir in Ano Karenino, Sonja pa je delovala kot njegova tajnica, urednica in finančna upraviteljica. Medtem ko je nadaljeval urejanje Vojne in miru, mu je Sonja pogosto prepisovala in ročno zapisovala njegova epska dela, saj je potreboval čiste osnutke, da jih je dostavil uredniku.
Vendar je njuno poznejše skupno življenje A.N. Wilson opisal kot najbolj nesrečno v literarni zgodovini. Tolstojev odnos z njegovo ženo se je poslabšal, saj so njegova prepričanja postala vse bolj radikalna. Tako je zavrnil svoje podedovano in zasluženo bogastvo, vključno z avtorskimi pravicami svojih zgodnjih del. Ko je zaključeval zadnja poglavja Ane Karenine, je bil Tolstoj v mučnem duševnem stanju in iz strahu, da se bo ubil, je iz hiše začel odstranjevati pištole in vrvi.
Nekateri člani Tolstojeve družine so Rusijo po ruski revoluciji (1905) ali po ustanovitvi Sovjetske zveze, po oktobrski revoluciji 1917, zapustili in veliko Tolstojevih sorodnikov in potomcev danes živi na Švedskem, v Nemčiji, v Združenem kraljestvu, v Franciji in v Združenih državah. Tolstojev sin Lev Lvovič Tolstoj se je ustalil na Švedskem in se poročil s Švedinjo in njuni potomci s priimki Tolstoj, Paus in Ceder še vedno živijo na Švedskem. Pausova veja družine je še vedno močno povezana s Henrikom Ibsenom. Tolstojeva zadnja pravnukinja, grofica Tatjana Tolstoj-Paus, je umrla leta 2007 na dvorcu Herresta na Švedskem, ki ga imajo v lasti Tolstojevi potomci. Švedska pisateljica Darja Paus in jazz pevka Viktorija Tolstoj sta prav tako med švedskimi potomci Leva Tolstoja.
Eden izmed njegovih prapravnukov, Vladimir Tolstoj (rojen 1962), je bil direktor muzeja Jasna Poljana od leta 1994 in svetovalec ruskega predsednika za kulturne zadeve od leta 2012. Pravnuk Ilje Tolstoja, Pjotr Tolstoj, je znani ruski novinar in televizijski voditelj ter od leta 2016 državni poslanec. Njegova sestrična Fjokla Tolsta (rojena kot Ana Tolsta leta 1971), hči priznanega sovjetskega slavista Nikite Tolstoja (1923–1996), je prav tako ruska novinarka in televizijska ter radijska voditeljica.
Glede na podatke iz leta 2010 je (po svetu razkropljenih in umrlih) Tolstojevih potomcev 350, pri čemer so skoraj vsi potomci enega od njegovih sinov, in sicer pisatelja in kiparja Leva Lvoviča Tolstoja, ki je od leta 1918 živel v stalni emigraciji (Francija, Italija, Švedska). Od leta 2000 se enkrat na dve leti v Jasni Poljani organizirajo srečanja Tolstojevih potomcev.

## Romani in literarna dela
Tolstoj velja za enega od velikanov ruske književnosti; njegova dela vključujejo romana Vojna in mir in Ana Karenina ter romane kot sta Hadži Murat in Smrt Ivana Iljiča. Tolstojeva zgodnja dela, avtobiografski romani Detinstvo, Otroštvo in Mladost (1852–1856), pripovedujejo zgodbo sina bogatega zemljiškega posestnika in njegove postopne realizacije prepada med njim in njegovimi kmeti. Čeprav je dela pozneje zavrnil kot sentimentalna, razkrivajo velik del Tolstojevega lastnega življenja. Svoj pomen ohranjajo kot pripovedi univerzalne zgodbe odraščanja. Tolstoj je služil v krimski vojni kot drugi poročnik topniškega polka, kar je opisano v njegovih Sevastopolskih povestih. Njegova bojna izkušnja mu je pomagala začutiti njegov poznejši pacifizem in mu dala gradivo za realističen prikaz vojnih grozot v njegovem poznejšem delu.
Njegovo leposlovje dosledno poskuša realistično prikazati rusko družbo, v kateri je živel. Kozaki (1863) opisujejo življenje Kozakov in ljudi skozi zgodbo o ruskem aristokratu, ki je zaljubljen v Kozakinjo. Ana Karenina (1877) govori o vzporednih zgodbah prešuštnice, ki je ujeta v navade in zmote družbe ter o filozofskem zemljiškem lastniku (kakor Tolstoj), ki dela s svojimi kmeti na poljih in poskuša reformirati njihova življenja. Tolstoj ni samo črpal iz izkušenj svojega lastnega življenja, temveč je tudi ustvarjal like po svoji lastni podobi, kakor sta Pierre Bezuhov in knez Andrej v Vojni in miru, Levin v Ani Karenini in do določene mere knez Nehljudov v Vstajenju. Richard Pevear, ki je prevedel veliko Tolstojevih del, je o Tolstojevem slogu dejal, da »so njegova dela polna provokacij in ironije ter napisana s širokimi in dodelanimi retoričnimi prijemi«.
Vojna in mir, ki je znana po svoji dramatični širini in enotnosti, na splošno velja za enega največjih romanov v zgodovini. Njegov širok spekter vključuje 580 oseb, med katerimi je veliko zgodovinskih, preostale pa so izmišljene. Zgodba se premakne od družinskega življenja v generalštab Napoleona, od dvora Aleksandra I. do bojišč Austerlitza in Borodina. Tolstojeva prvotna zamisel za roman je bilo preučevanje upora dekabristov, na katerega se navezuje le v zadnjih poglavjih, iz česar je mogoče sklepati, da bo sin Andreja Nikolajeviča Bolkonskega postal član dekabristov. Roman raziskuje Tolstojevo teorijo zgodovine in zlasti nepomembnost posameznikov, kot sta Napoleon in Aleksander. Nekoliko presenetljivo Tolstoj Vojne in miru ni imel za roman (kot tudi številna druga znana ruska literarna dela, napisana v tistem času). Ta pogled postane manj presenetljiv, če upoštevamo, da je bil Tolstoj romanopisec realistične šole, ki je imela roman samo za okvir za preučevanje socialnih in političnih težav življenja 19. stoletja. Vojna in mir (ki je za Tolstoja dejansko ep v prozi) tako ne zadosti tem pogojem. Tolstoj je za svoj prvi roman imenoval Ano Karenino.
Po Ani Karenini se je Tolstoj osredotočil na krščanske teme in njegovi poznejši romani, kot sta Smrt Ivana Iljiča (1886) in Kaj nam je storiti?, razvijejo radikalno anarhopacifistično krščansko filozofijo, kar je vodilo v njegovo izobčenje iz ruske pravoslavne cerkve leta 1901. Tolstoj je po svoji verski spreobrnitvi zavrnil večino sodobne zahodne kulture, vključno z lastnima romanoma Vojna in mir in Ana Karenina, in ju ožigosal kot elitistično »ponarejeno umetnost« z drugačnimi cilji od krščanske umetnosti univerzalne bratske ljubezni, ki jo je sam poskušal izraziti.
V svojem romanu Vstajenje je Tolstoj poskušal razkriti krivice človeških zakonov in hinavščino institucionalizirane cerkve. Tolstoj tudi raziskuje in pojasnjuje ekonomsko filozofijo georgizma, katere zelo močan zagovornik je postal proti koncu svojega življenja.
Prav tako je poskusil pisati poezijo in tako med svojo vojaško službo napisal več vojaških pesmi, pravljic in verzov, kot sta Volga-bogatir in Štor, stilizirani kot nacionalni ljudski pesmi. Napisani sta bili med letoma 1871 in 1874 za njegovo Rusko knjigo za branje, zbirko kratkih zgodb v štirih delih (skupno 629 zgodb v različnih žanrih), izdano skupaj z učbenikom Nova azbuka in namenjeno šolarjem. Kljub temu je bil skeptičen o poeziji kot žanru. Znana je njegova izjava, da je »pisanje poezije kot oranje in plesanje obenem«. Po Valentinu Bulgakovu je pesnike, vključno z Aleksandrom Puškinom, kritiziral zaradi njihovih »lažnih« okrasnih pridevkov, uporabljenih »samo, da se rima«.

## Kritične ocene
Tolstojevi sodobniki so mu izrekli velike pohvale. Fjodor Dostojevski, ki je umrl trideset let pred Tolstojem, ga je občudoval in bil navdušen nad njegovimi romani (in obratno je Tolstoj prav tako občudoval delo Dostojevskega). Ko je Gustave Flaubert prebral prevod Vojne in miru, je vzkliknil: »Kakšen umetnik in kakšen psiholog!« Anton Čehov, ki je Tolstoja na njegovem podeželskem posestvu pogosto obiskoval, je napisal: »Ko literatura obsede Tolstoja, je lahko in prijetno biti pisatelj: tudi če veš, da sam nisi dosegel ničesar in še vedno ne dosegaš ničesar, to ni tako hudo kot bi sicer bilo, saj Tolstoj dosega za vse. Kar on počne, upravičuje vsa upanja in prizadevanja, vložena v literaturo.« Britanski pesnik in kritik iz 19. stoletja Matthew Arnold je bil mnenja, da »roman Tolstoja ni samo umetniško delo, marveč delček življenja«. Isaac Babel je dejal, da »če bi lahko svet pisal zase, bi pisal kot Tolstoj«.
Poznejši romanopisci so prav tako cenili Tolstojevo umetnost, vendar so včasih izražali tudi kritike. Arthur Conan Doyle je napisal: »Privlači me njegova resnost in moč podrobnosti, vendar me odbija njegovo popuščanje pri gradnji in njegov nerazumni in nepraktični misticizem.« Virginia Woolf ga je razglasila za »največjega od vseh romanopiscev«. James Joyce je opazil, da »on ni nikoli dolgočasen, nikoli neumen, nikoli utrujen, nikoli pedanten, nikoli teatraličen!« Thomas Mann je o Tolstojevi navidez nezviti umetnosti napisal: »Redkokdaj umetnost deluje tako zelo kot narava.« Vladimir Nabokov je Smrt Ivana Iljiča in Ano Karenino obsipal s superlativi, pod vprašaj pa je postavljal ugled Vojne in miru in ostro je kritiziral Vstajenje ter Kreutzerjevo sonato. Ne glede na to, pa je Nabokov Tolstoja imenoval za »najboljšega ruskega pisatelja fikcijske proze«. Kritik Harold Bloom je imenoval Hadži Murat »moj osebni mejnik vzvišenosti v fikcijski prozi, zame najboljša zgodba na svetu«. Ko so Williama Faulknerja prosili, naj jim navede tri največje romane, jim je odgovoril: »Ana Karenina, Ana Karenina in Ana Karenina«. Kritik Gary Saul Morson je imenoval Vojno in mir za največjega izmed vseh romanov.

## Etična, politična in verska prepričanja

### Schopenhauer
Po branju Schopenhauerjevega Svet kot volja in predstavitev se je Tolstoj postopoma spreobrnil v asketsko moralnost, ki jo je v tem delu zagovarjal kot pravo duhovno pot za višje sloje. Leta 1869 je napisal: »Ali veste, kaj je to poletje zame pomenilo? Stalno navdušenje nad Schopenhauerjem in celo vrsto duševnih radosti, kar poprej še nikoli nisem izkusil ... noben študent še nikoli ni študiral toliko kot jaz o njegovi smeri in se naučil toliko, kot sem se to poletje jaz.«

V VI. poglavju Spovedi je Tolstoj navedel zadnji odstavek Schopenhauerjevega dela. V njem pojasnjuje, kako popolno samozanikanje povzroči le relativno ničnost, ki se je ne smemo bati. Presenetil ga je opis krščanskega, budističnega in hindujskega asketskega odrekanja kot poti do svetosti. Po branju odlomkov, kot je naslednji, ki so v izobilju v Schopenhauerjevih etičnih poglavjih, je ruski plemič izbral revščino in formalno zanikanje volje:
Toda prav to nujnost neprostovoljnega trpljenja (revnih ljudi) za večno odrešenje izraža tudi tisti Odrešenikov izrek (Matej 19,24): »Lažje gre kamela skozi šivankino uho, kakor bogataš pride v Božje kraljestvo.« Zato so se tisti, ki so zelo resno skrbeli za svoje večno odrešenje, odločili za prostovoljno revščino, čeprav jim je usoda to odrekla in so bili rojeni v bogastvu. Tako je bil Buda Sakjamuni rojen kot knez, a je prostovoljno vzel mendikantsko palico; in Frančišek Asiški, ustanovitelj mendikantskih redov, ki so ga kot mladeniča na plesu, kjer so skupaj sedele hčere vseh pomembnih osebnosti, vprašali: »Zdaj, Frančišek, ne boš kmalu izbral med temi lepoticami?« in on je odgovoril: »Jaz sem izbral sem veliko lepšo!« »Koga?« »La povertà (revščino)«; nakar je kmalu zatem zapustil vse imetje in se kot berač potepal po deželi.

### Krščanstvo
Leta 1884 je Tolstoj napisal knjigo Kaj verujem, v kateri odprto izpoveduje svoja krščanska prepričanja. Potrdil je, da verjame v nauk Jezusa Kristusa, še posebej pa sta nanj vplivala Pridiga na gori in zapoved nastavljanja drugega lica, ki jo je razumel kot »zapoved o neukrepanju proti zlu s silo«  ter nauk o pacifizmu in nenasilju. V svojem delu Božje kraljestvo je v tebi pojasnujeje, da meni, da je nauk Cerkve zmoten, ker »sprevrača« Kristusov nauk. Tolstoj je prejel tudi pisma ameriških kvekerjev, ki so ga seznanili s spisi o nenasilju kvekerskih kristjanov, kot so George Fox, William Penn in Jonathan Dymond. Pozneje so bile izdane številne različice »Tolstojevega Svetega pisma«, ki so izpostavile odlomke, na katere se je Tolstoj najbolj opiral, zlasti na zapisane besede Jezusa samega.
Tolstoj je verjel, da lahko pravi kristjan najde trajno srečo, če si prizadeva za notranjo popolnost z upoštevanjem velike zapovedi ljubezni do svojega soseda in Boga, ne pa z vodstvom Cerkve ali države. Še ena značilna lastnost njegove filozofije, ki temelji na Kristusovih načelih, je neupiranje med konfliktom. Ta zamisel v Tolstojevi knjigi Božje kraljestvo je v tebi je neposredno navdihnila Mahatma Gandhija in tudi nenasilna uporniška gibanja do današnjih dni.
Tolstoj je menil, da je aristokracija breme za revne. Nasprotoval je zasebni lastnini zemlje in instituciji zakonske zveze ter cenil čistost in spolno vzdržnost (o tem govori v Očetu Sergiju in njegovem predgovoru h Kreutzerjevi sonati), ideali, ki jih je imel tudi mladi Gandhi. Tolstojeva strast iz globine njegovih strogih moralnih stališč se odraža v njegovih poznejših delih. Primer je niz skušnjav Sergija v Očetu Sergiju. Maksim Gorki je povedal, kako je Tolstoj nekoč prebral ta odlomek pred njim in Čehovom in bil pri koncu branja v solzah. Med poznejšimi odlomki redke moči so osebne krize, s katerimi se soočajo junaki v Smrti Ivana Iljiča ter v Gospodu in človeku, kjer se glavni junak v prvem in bralec v drugem delu zavedata neumnosti življenja protagonistov.
Leta 1886 je Tolstoj pisal ruskemu raziskovalcu in antropologu Nicholasu Miklouhu-Maclayju, ki je bil eden prvih antropologov, ki je ovrgel poligenizem, stališče, da različne rase človeštva pripadajo različnim vrstam: »Bili ste prvi, ki ste s svojimi izkušnjami nedvomno dokazali, da je človek povsod človek, torej prijazno, družabno bitje, s katerim je mogoče in treba vzpostaviti komunikacijo s pomočjo prijaznosti in resnice, ne orožja in duhov.«

### Krščanski anarhizem
Tolstoj je imel močan vpliv na razvoj misli krščanskega anarhizma. Tolstoj je verjel, da biti kristjan zahteva, da je pacifist; navidez neizogibno bojevanje vlad je razlog za to, zaradi česar velja za filozofskega anarhista. Tolstojanci so majhna krščanska anarhistična skupina, ki jo je oblikoval Tolstojev družabnik Vladimir Čertkov (1854–1936) z namenom razširiti Tolstojeva verska načela. Od leta 1892 se je redno srečeval s študentom aktivistom Vasilijem Maklakovim, ki je branil več Tolstojancev; govorila sta o usodi Douhoborcev. Filozof Peter Aleksejevič Kropotkin je o Tolstoju pisal v članku o anarhizmu v izdaji Enciklopedije Britannice iz leta 1911:
Ne da bi sebe imenoval anarhist, je, podobno kot njegovi predhodniki v množičnih verskih gibanjih 15. in 16. stoletja, Chojecki, Denk in veliko drugih, zavzel anarhistična stališča glede države, lastništva in sklepal iz splošnega duha Jezusovih načel in nujnega diktiranja razuma. Z vso močjo njegovega talenta je Tolstoj napisal (zlasti v Božje kraljestvo je v tebi) močno kritiko Cerkve, države in zakona ter zlasti sodobnih lastniških zakonov. Državo opisuje kot dominacijo hudobnih, podprto z brutalno silo. Trdi, da so roparji veliko manj nevarni kot dobro organizirana vlada. Kritizira predsodke, ki se trenutno ukvarjajo s plačili ljudi Cerkvi, državi in obstoječi distribuciji lastništva ter iz Jezusovih načel sklepa o zakonu neupora in absolutni obsodbi vseh vojn. Vendar so njegovi verski argumenti tako dobro kombinirani z argumenti, sposojenimi iz objektivnih opazovanj sedanjih hudobij, da anarhistični del njegovega dela privlači tako verne, kot tudi neverne.
V stotinah esejev v zadnjih dvajsetih letih svojega življenja je Tolstoj ponavljal svojo anarhistično kritiko države in svojim bralcem priporočal knjige Kropotkina in Proudhona, obenem pa je zavračal anarhistično sprejemanje nasilnih revolucionarnih metod. V svojem eseju iz leta 1900 »O anarhiji« je pisal: »Anarhisti imajo v vsem prav: v zanikanju obstoječega redu in v trditvah, da brez avtoritete ne bi moglo priti do hujšega nasilja kot je to od avtoritete pod obstoječimi pogoji. Motijo se le v mišljenju, da lahko anarhijo dosežemo z revolucijo. Toda dosegli jo bomo lahko tako, da vse več ljudi ne bo zahtevalo zaščite vladne moči ... obstaja lahko samo permanentna revolucija – moralna revolucija: regeneracija notranjega človeka.« Kljub svojim pomislekom o anarhističnem nasilju je Tolstoj sprejel tveganje in je razpošiljal prepovedane publikacije o anarhističnih mislecih v Rusiji in je lektoriral rokopis Kropotkinovih »Besed upornika«, ilegalno objavljenih v Sankt Peterburgu leta 1906.

### Pacifizem
Leta 1908 je Tolstoj napisal Pismo Hindujcu, v katerem je opisal svojo vero v nenasilje kot način, da Indija pridobi neodvisnost od kolonialne vladavine. Leta 1909 je Gandhi, ko je postal aktivist v Južni Afriki, prebral izvod Pisma. Pisal je Tolstoju in iskal dokaz, da je bil on avtor, kar je vodilo v nadaljnjo komunikacijo. Tolstojevo Božje kraljestvo je v tebi je prav tako pomagalo prepričati Gandhija za nenasilje, dolg, ki ga je Gandhi priznal v svoji avtobiografiji in je Tolstoja imenoval »največjega apostola nenasilja sodobnega časa«. Njuno dopisovanje je trajalo samo eno leto, od oktobra 1909 do Tolstojeve smrti novembra 1910, vendar je Gandhija vodila v to, da je dal svojemu drugemu ašramu v Južni Afriki ime Tolstojeva kolonija. Oba moža sta tudi verjela v prednosti vegetarijanstva, predmet številnih Tolstojevih esejev.
Boksarska vstaja je v Tolstoju vzbudila zanimanje za kitajsko filozofijo. Bil je znani sinofil in je prebiral dela Konfucija in Laodzija. Tolstoj je napisal Kitajsko modrost in druga besedila o Kitajski. Dopisoval si je s kitajskim intelektualcem Gu Hongmingom in priporočal, naj Kitajska ostane kmečka država in naj se ne reformira, kot se je Japonska. Tolstoj in Gu sta nasprotovala reformi 100 dni Kanga Youweja in sta verjela, da je bilo reformno gibanje nevarno. Tolstojeva ideologija nenasilja je oblikovala stališča kitajske anarhistične skupine Družba za študije socializma.
Tolstoj je kritiziral intervencijo Zavezništva osmih držav (vključno z Rusijo) v boksarski vstaji na Kitajskem, v filipinsko-ameriški vojni in v drugi burski vojni. Hvalil je boksarsko vstajo in ostro kritiziral grozodejstva ruskih, nemških, ameriških, japonskih in drugih enot Zavezništva osmih držav. Slišal je za ropanja, posilstva in umore ter je enote obtožil morilstva in »krščanske brutalnosti«. Za monarha, ki sta najbolj odgovorna za grozodejstva, je imenoval carja Nikolaja II. Ruskega in Viljema II. Nemškega. Intervencijo je opisal kot »grozno zaradi svojih krivic in krutosti«. Vojno so kritizirali tudi drugi intelektualci, kot sta Leonid Andrejev in Gorki. V sklopu svoje kritike je Tolstoj napisal slovesno pismo Kitajskim ljudem. Leta 1902 je napisal odprto pismo, v katerem opisuje in kritizira dejavnosti Nikolaja II. na Kitajskem.
Tolstoj je postal velik podpornik gibanja Esperanto. Nanj so naredila velik vtis pacifistična prepričanja Duhoborjev in na njihovo preganjanje je opozoril mednarodno skupnost, po tem, ko so zažgali svoja orožja v mirnem protestu leta 1895. Duhoborjem je pomagal emigrirati v Kanado. Poleg tega je zagotovil navdih za Menonite, še eno versko skupino s protivladnimi in protivojnimi prepričanji. Leta 1904 je Tolstoj obsodil takratno rusko-japonsko vojno in je pisal japonskemu budističnemu menihu Sojenu Šakuju v spodletelem poskusu, da bi imela skupno pacifistično izjavo.

### Georgizem
Proti koncu svojega življenja se je Tolstoj začel zavzemati za ekonomsko teorijo in socialno filozofijo georgizem. Vključil ga je v dela, kot je Vstajenje (1899), knjigo, ki je bila pomemben razlog za njegovo izobčenje. Z velikim občudovanjem je govoril o Henryju Georgu in nekoč trdil, da se »ljudje ne prepirajo z naćeli Georga; preprosto ne poznajo jih. In nemogoče je postopati drugače do njegovih načel, saj tisti, ki jih spozna, ne more drugače, kot da se z njimi strinja.« Napisal je tudi predgovor za Georgovo revijo Social Problems. Tako Tolstoj kot George sta zavračala zasebno lastnino in zemljiško lastnino (najpomembnejši vir prihodkov za rusko aristokracijo, kar je Tolstoj močno kritiziral). Zavrnila sta tudi centralno plansko gospodarstvo. Ker je georgizem potreboval administracijo za zbiranje zemljiške rente in porabljanje le-te za infrastrukturo, nekateri sklepajo, da je to sprejemanje Tolstoja odmaknilo proč od anarhističnih pogledov; toda od takrat so predlagali anarhistične poglede georgizma. Vstajenje, v katerem se plemič Dmitrij Ivanovič Nehljudov zave, da si zemlje ni možno lastiti in da bi morali imeti vsi enak dostop do njenih surovin in prednosti, namigne, da je imel Tolstoj tak pogled. Druga dela, kot je Tolstojeva nedokončana igra Svetloba, ki sveti v temi in kratka zgodba »Koliko zemlje človek potrebuje?« vodijo v domneve, da je Tolstoj odobraval majhne skupnosti z lokalno vlado za upravljanje kolektivne zemljiške rente za skupne dobrine, in močno kritiziral državne institucije, kot je pravni sistem.

### Lov
Tolstoja je v lov vpeljal njegov oče, ki je bil navdušen lovec. Od mladih let je treniral lov in je postal strasten lovec tudi sam. Znano je bilo, da je streljal race, prepelice, sloke, kljunače in vidre. Tolstoj je na primer 23. marca 1852 zapisal v svoj dnevnik »vreme je odlično, lovil in jezdil gor in dol po valoviti deželi do enih. Ubil dve raci.« Njegov roman Vojna in mir vključuje lovske scene. Tolstoj je lovil desetletja, nato pa sredi 80. let 19. stoletja prenehal in postal zagrizen nasprotnik lova zaradi etičnih pomislekov o ubijanju. Leta 1890 je Tolstoj napisal predgovor za protilovski pamflet Vladimirja Čertkova Hudobna zabava: misli o lovu. Čeprav je Tolstoj v svojem poznejšem življenju nasprotoval lovu, ni nikoli opustil svoje ljubezni do ježe konj.

### Vegetarijanstvo
Tolstoj se je prvič začel zanimati za vegetarijanstvo leta 1882, vendar je bil njegov prehod na vegetarijansko prehrano dolg in postopen proces. Tolstoja je k temu spodbudil William Fay (Vladimir Konstantinovič Geins), ki ga je obiskal jeseni 1885. V letu 1887 je Tolstoj občasno prehajal iz vegetarijanske prehrane na prehranjevanje z mesom. Šele po letu 1890 se je prehranjeval izključno vegetarijansko in naj ne bi nikoli zavestno jedel mesa. Tolstojeva žena Sofija je trdila, da mu vegetarijanska prehrana ni zagotavljala dovolj hranil in je prispevala k njegovim prebavnim tegobam. Tolstoj je to zanikal in trdil, da se njegovo zdravje zaradi prehrane ni poslabšalo, temveč izboljšalo. Kritiki Tolstoja, kot je I. S. Listovski, so trdili, da se je Tolstojev pisateljski talent zaradi spremembe prehranjevanja poslabšal.
Tolstoj je postal vegetarijanec zaradi etičnih in duhovnih razlogov, povezujoč brezmesno prehrano z »visokimi moralnimi pogledi na življenje«. Tako lov, kot tudi prehranjevanje z mesom, je videl kot moralno zlo, ki vključuje nepotrebno krutost do živali ter je obžaloval prejšnje navade. Leta 1891 je Tolstoj od Čertkova prejel izvod knjige Howarda Williamsa Etika prehranjevanja. Njegove hčere so knjigo prevedle v ruščino in Tolstoj je napisal uvodni esej z naslovom »Prvi korak«, objavljen leta 1893. V svojem uvodnem eseju opisuje kruto izkušnjo, ki ji je bil priča med obiskom klavnice v Tuli. Krutost, ki ji je bil priča, so potrdile njegovo prepričanje, da bi morali meso umakniti iz prehrane. V eseju je pisal, da je prehranjevanje z mesom »preprosto nemoralno, saj vključuje izvajanje dejanj, ki so nasprotna moralnemu občutku – ubijanje«.
Ko se je prehranjeval vegetarijansko, je Tolstoj vsakodnevno jedel jajca, vendar ga je eden od njegovih prijateljev vprašal, če prehranjevanje z jajci ni enako kot vzetje življenja. Odgovoril je, »Da, moral bi prenehati jesti jajca. Vsaj od zdaj naprej bom s tem prenehal«. Do leta 1903 je Tolstoj prenehal s prehranjevanjem z jajci. Vasilij Rozanov, ki je Tolstoja obiskal, je opazil, da je vegetarijanstvo Tolstojev način življenja in da je bila miza pri večerji obkrožena z družino in gosti, ki so jedli meso in umešana jajca, Tolstoj pa je jedel kašo. V pismu A. D. Zutphenu (nizozemskemu študentu medicine) je Tolstoj napisal, da »moje zdravje ne samo da ni trpelo; se je močno izboljšalo odkar sem se odpovedal mleku, maslu in jajcem, pa tudi sladkorju, čaju in kavi.« Tolstoj je svojo vegetarijansko prehrano opisal kot sestavljeno iz ovsenih kosmičev, polnozrnatega kruha, zeljne ali krompirjeve juhe, ajdove kaše, kuhanega ali pečenega krompirja ter kompota iz jabolk in suhih sliv.

## Smrt
Tolstoj je umrl 20. novembra 1910 v starosti 82 let. Tik pred smrtjo je bila njegova družina zaskrbljena zaradi njegovega zdravja in je zanj skrbela vsakodnevno. V svojih zadnjih dnevih je govoril in pisal o umiranju. Svojemu aristokratskemu načinu življenja se je odpovedal in neko zimsko noč je zapustil dom. Njegov skrivnostni odhod je bil navidezni poskus, da bi zbežal pred tiradami njegove žene. Nasprotovala je veliko njegovim načelom in zadnjih letih postala zavistna zaradi njegove pozornosti tolstojanskim sledilcem. Tolstoj je umrl za pljučnico na astapovski železniški postaji po enodnevni vožnji z vlakom proti jugu.
Postajenačelnik je Tolstoja odpeljal v svoje stanovanje in njegovi osebni zdravniki so prispeli ter mu dali injekcije morfina in kafre. Policija je bila zelo previdna, da bi preprečila nemire med pogrebno ceremonijo. Med samim pogrebom, ki je potekal brez incidenta in se ga je udeležilo dva tisoč ljudi, so bili disidenti neopazni, vendar grozeči. Peli so trije pevski zbori. Skladno z družinskimi prošnjami ni bilo nobenega nagrobnega govora, čeprav je za besedo prosilo sto študentov. Po istem viru je Tolstoj zadnje ure svojega življenja sopotnikom na vlaku pridigal o ljubezni, nenasilju in georgizmu.

## Zapuščina
Čeprav so Tolstoja imeli predvsem za krščanskega anarhista, so njegove ideje in delo še vedno vplivale na druge socialistične mislece v zgodovini. Na vlade je imel neromantični pogled, kot na v osnovi nasilne sile, ki jih skupaj drži ustrahovanje državne avtoritete, korupcija v imenu uradnikov in indoktrinacija ljudi od mladih let. Skladno s svojim pogledom na ekonomijo je zagovarjal vrnitev samooskrbnega kmetovanja. Po njegovem mnenju bi preprosta ekonomija imela manjšo potrebo po izmenjavi dobrin in tako bi tovarne in mesta, središča industrije, postala preživeta.
Leta 1944 je literarni zgodovinar in sovjetski strokovnjak za srednji vek Nikolaj Gudzi napisal Tolstojevo biografijo, ki je obsegala 80 strani. Zasnovana je bila za prikaz bralcem, da bi Tolstoj spremenil svoja pacifistična in protipatriotska prepričanja, če bi živel v času druge svetovne vojne. Približno v istem času je literarni učenjak in zgodovinar Boris Eihenbaum – v močnem kontrastu s svojimi prejšnjimi deli o Tolstoju – prikazal ruskega romanopisca kot nekoga, čigar ideje so bile usklajene z idejami utopičnih socialistov, kot sta Robert Owen in Henri Saint-Simon. Eihenbaum je predlagal, da je te vplive mogoče videti v Tolstojevem poudarjanju individualne sreče in kmečke blaginje. Diskrepance v Eihenbaumovim prikazom Tolstoja lahko pripišemo političnemu pritisku v sovjetski Rusiji v tistem času, ko so javni uradniki izvajali pritisk na literarne učenjake, da bi se prilagodili partijski doktrini.

### V sovjetski Rusiji
Na podlagi Tolstojevih pisanj je bilo rojeno tolstojansko gibanje in njegovi člani so z njegovimi deli spodbujali nenasilje, antiurbanizem in nasprotovanje državi. Čeprav ni bil Tolstoj osebno nikoli del gibanja, saj je nasprotoval včlanitvi v katerokoli organizacijo ali skupino, je svojega trinajstega otroka, Aleksandro Lvovno Tolsto imenoval za dedinjo njegovih del z namenom, da bi jih ona izdala ruskim ljudem. Tolstoj je medtem imenoval Vladimirja Čertkova, ki je hranil veliko Tolstojevih rokopisov, za urednika njegovih del. Prvotno je Tolstoj želel, da bi bili ruski ljudje dediči njegovega dela, vendar je takratni ruski zakon določal, da lahko lastnino nasledi le en posameznik.
Po ruski državljanski vojni leta 1917 so bila literarna dela, ki so bila prej cenzurirana, lahko objavljena, saj je bilo veliko literarnih del novembra 1918 nacionaliziranih. Aleksandra je v teh letih poskušala objaviti zbirke Tolstojevih del in je med letoma 1917 in 1919 delala z založbeno hišo Zadruga ter izdala trinajst knjižic Tolstojevih del, ki so bila prej v času carske vlade cenzurirana; toda izdajanje celotne zbirke Tolstojevih del se je izkazalo za bolj zapleteno. Decembra 1918 je komisariat za izobrazbo Čertkovu odobril subvencijo 10 milijonov rubljev za izdajo celotne zbirke njegovih del, kar se ni nikoli uresničilo zaradi vladnega nadzora izdajnih pravic. Poleg tega so bile zadruge v Rusiji leta 1921 prepovedane, kar je bila še ena ovira za Aleksandro in Čertkova.
Tolstojevo posestvo Jasna Poljana je leta 1920 prejelo dovoljenje sovjetske države, da je lahko obstajalo kot komuna za Tolstojance. Vlada je dovolila to skupnost, usmerjeno v krščanstvo, ker se jim je zdelo, da so verske sekte, kot so Tolstojanci, modeli za ruske kmete. Sovjetska vlada je bila lastnik posestva, ki je veljalo za spomenik pokojnemu ruskemu piscu, vendar je imela oblast nad izobrazbo, zagotovljeno v Jasni Poljani, Aleksandra. Za razliko od večine sovjetskih šol šolanje v Jasni Poljani ni vključevalo vojaškega treninga in ni poučevalo ateizma. Toda skozi čas so lokalni komunisti, in ne državna vlada, ki je finančno podpirala institucijo, pogosto ovajali posestvo in pozivali k pogostim inšpekcijam. Po letu 1928 je sprememba v kulturni politiki sovjetskega režima vodila v prevzem lokalnih institucij, vključno s Tolstojevim posestvom. Ko je Aleksandra leta 1929 odstopila kot vodja Jasne Poljane, je nadzor prevzel Komisariat za izobrazbo in zdravstvo.
Leta 1925 je sovjetska vlada ustanovila prvi jubilejni komite za praznovanje stoletnice Tolstojevega rojstva, ki ga je prvotno sestavljalo 13 članov, vendar je potem, ko je bil leta 1927 oblikovan drugi komite, ta narasel na 38 članov. Aleksandra s sredstvi, ki jih je zagotovila vlada, ni bila zadovoljna in se je sestala s Stalinom junija 1928. Na srečanju je Stalin dejal, da vlada ne more zagotoviti milijon rubljev, za katerega jih je komite prosil; toda aprila 1928 je bil dosežen sporazum z Državno založbeno hišo za objavo zbirke Tolstojevih del v 92 knjigah. Med praznovanjem obletnice je imel vodja Ljudskega komisariata za izobrazbo Anatolij Lunčarski govor, v katerem je zanikal poročila, da je bila sovjetska vlada sovražna do Tolstoja in njegove zapuščine. Namesto, da bi se osredotočal na aspekte Tolstojevega dela, ki so ga spravljali v konflikt s sovjetskim režimom, se je osredotočal na skupne aspekte, kot je Tolstojeva ljubezen do enakosti in dela, pa tudi njegov prezir do države in zasebne lastnine. V Sovjetski zvezi so natisnili več kot 400 milijonov izvodov Tolstojevih del in tako je postal najbolj prodajan pisatelj v sovjetski Rusiji.

### Vpliv
Vladimir Lenin je napisal več esejev o Tolstoju in predlagal, da obstaja v njegovi kritiki ruske družbe nasprotje. Po Leninu je Tolstoj, ki je občudoval kmete in je izražal njihovo nezadovoljstvo s carsko rusko družbo, bil lahko revolucionaren v svojih kritikah, vendar njegova politična zavest ni bila v celoti razvita za revolucijo. Lenin uporablja ta miselni tok za predlogo, da je ruska revolucija 1905, ki jo je imenoval »kmečko-buržoazna revolucija«, spodletela zaradi njene zaostalosti; revolucionarji so hoteli razstaviti obstoječo srednjeveško obliko zatiranja in jo zamenjati s staro in patriarhalno vaško komuno. Poleg tega je Lenin verjel, da je Tolstojevo načelo neupiranja hudobnosti oviralo uspeh revolucije 1905, ker gibanje ni bilo vojaško in je tako dovolilo, da ga je avtokracija zdrobila. Ne glede na to Lenin zaključi svoje pisanje, da kljub mnogim nasprotjem v Tolstojevih kritikah, njegovo sovraštvo do fevdalizma in kapitalizma označuje uvod v proletarski socializem.
Tolstojeva filozofija neupiranja hudobnemu je naredila vtis na politično mišljenje Mahatme Gandhija. Na Gandhija je naredilo Tolstojevo načelo resnice, ki po njegovem tvori kakršnokoli doktrino, ki zmanjšuje trpljenje, močan vtis. Tako za Gandhija, kot za Tolstoja, je resnica Bog in ker je Bog univerzalna ljubezen, mora biti univerzalna ljubezen tudi resnica. Gudžaratska beseda za Gandhijevo nenasilno gibanje je satjagraha, kar izhaja iz besede sadagraha – sat del, ki se prevaja kot »resnica«, in agraha, ki se prevaja v »trdnost«. Gandhijevo načelo satjagraha je nastalo iz Tolstojevega razumevanja krščanstva in ne iz hindujske tradicije.

### V filmu in televiziji
Smrt Ivana Iljiča je prilagodil Akira Kurosawa kot Ikiru (1952). Bila je tudi osnova za film Živeči (2022), s scenarijem Kazua Išigura. V TV seriji Georga Lucasa Pripovedi o mladem Indiana Jonesu, kasneje preimenovanem v Dogodivščine mladega Indiana Jonesa, se izmišljeni Tolstoj pojavi kot mentorski lik in prijatelj Indiana Jonesu. V TV filmu Potuje z očetom (1996) ga igra Michael Gough.
Film iz leta 2009 o Tolstojevem zadnjem letu, Zadnja postaja, ki temelji na romanu iz leta 1990 Jaya Parinija, je režiral režiser Michael Hoffman s Chritsopherjem Plummerjem kot Tolstojem in Helen Mirreno kot Sofijo Tolstajo. Za njuni vlogi sta bila oba igralca nominirana za oskarja. O pisatelju je bilo posnetih še več filmov, vključno z Odhodom velikega starega moža (1912), Kako sveže so bile vrtnice (1913) in Lev Tolstoj (1984, režija in igra Sergej Gerasimov). Obstaja tudi znani izgubljeni film Tolstoja, narejen v desetletju pred njegovo smrtjo. Leta 1901 je ameriški potujoči predavatelj Burton Holmes obiskal Jasno Poljano z ameriškim senatorjem in zgodovinarjem Albertom J. Beveridgom. V pogovoru treh mož je Holmes snemal Tolstoja s svojo 60-mm filmsko kamero. Po tem so Beveridgovi svetovalci dosegli, da je bil film uničen, saj so se bali tega, da bi srečanje z ruskim pisateljem lahko škodovalo Beveridgovim možnostim za kandidaturo za predsednika ZDA.

## Glavna dela
- Vojna in mir (Война и мир); 1864–1869, 2. izdaja
- Ana Karenina (Анна Каренина); 1873–1876
- Hadži-Murat (Хаджи-Мурат); 1910)
- Detinstvo (Детство); 1852
- Deček (roman) (Отрочество); 1854
- Otroštvo (Отрочество); 1854
- Mladost (Юность); 1857
- Vstajenje (Воскресение); 1899
- Spoved (Исповедь); 1882
- V kaj verjamem? (В чём моя вера?); 1884
- Smrt Ivana Iljiča (Смерть Ивана Ильича); 1886
- Kozaki (Казаки); 1863
- Kreutzerjeva sonata (Крейцерова соната); 1889
- Kavkaški ujetnik (Кавказский пленник)
- Sevastopolske povesti (Севастопольские рассказы); 1855
- Snežni metež (Метель); 1856
- Družinska sreča (Семейное счастье); 1857
- Oče Sergej (Отец Сергий); 1898
- Starejši brat
- Gospodar in hlapec
- Živi mrtvec